# Камыш мелкоплодный
Камыш мелкоплодный (лат. Scirpus microcarpus) — вид травянистых растений рода Камыш (Scirpus) семейства Осоковые (Cyperaceae).

## Ботаническое описание
Многолетние травы. Корневище крепкое, деревянистое, с короткими подземными побегами. Стебель 60—120 см высотой, облиственный, прямой, в верхней части неясно трёхгранный, голый. Прикорневые листья серые или пурпурные, чешуевидные; стеблевые — около 1 см шириной и 10—30 см длиной, плоские, длинно-заострённые, гладкие.
Соцветие 15—20 см длиной, широкояйцевидное, 3—12 см длиной, с многочисленными трёхгранными веточками, несущими на концах неправильные зонтички из колосков. Колоски собраны в клубочки по 1—16, около 4 мм длиной, яйцевидные, с перепончатыми тёмно-зелёными чешуями, позже серыми или бледно-бурыми с чернеющими концами; околоцветных щетинок 6, почти равных плодику, назад зазубренных; столбик с двухраздельным рыльцем. Орешек обратно-яйцевидный, слегка трёхгранный или округлый, беловатый, гладкий, с шипиком на конце. Цветение и плодоношение от августа до сентября.

## Распространение и экология
Дальний Восток (полуостров Камчатка), северо-запад Северной Америки. Растёт по берегам рек, под ивами.